# 4001 (가수)
4001은 대한민국의 래퍼다. 2022년 싱글 《비네》로 데뷔했다.

## 방송
- 쇼미더머니 11 (2022) - Top108

## 음반
- 비네 (2022)

## 작사/작곡/편곡
- 4001 《비네 (Feat. 동건이)》 (2022)